# 국사관 (중화민국)
국사관(國史館)은 중화민국의 국사를 편찬 하기 위해 설치된 총통부 직속의 연구기관이다. 주로 역사 자료의 수집이나 보존, 연구 등의 업무를 담당하고 있다. 현재 본부는 타이베이시 중정 구에 위치하고 있다.

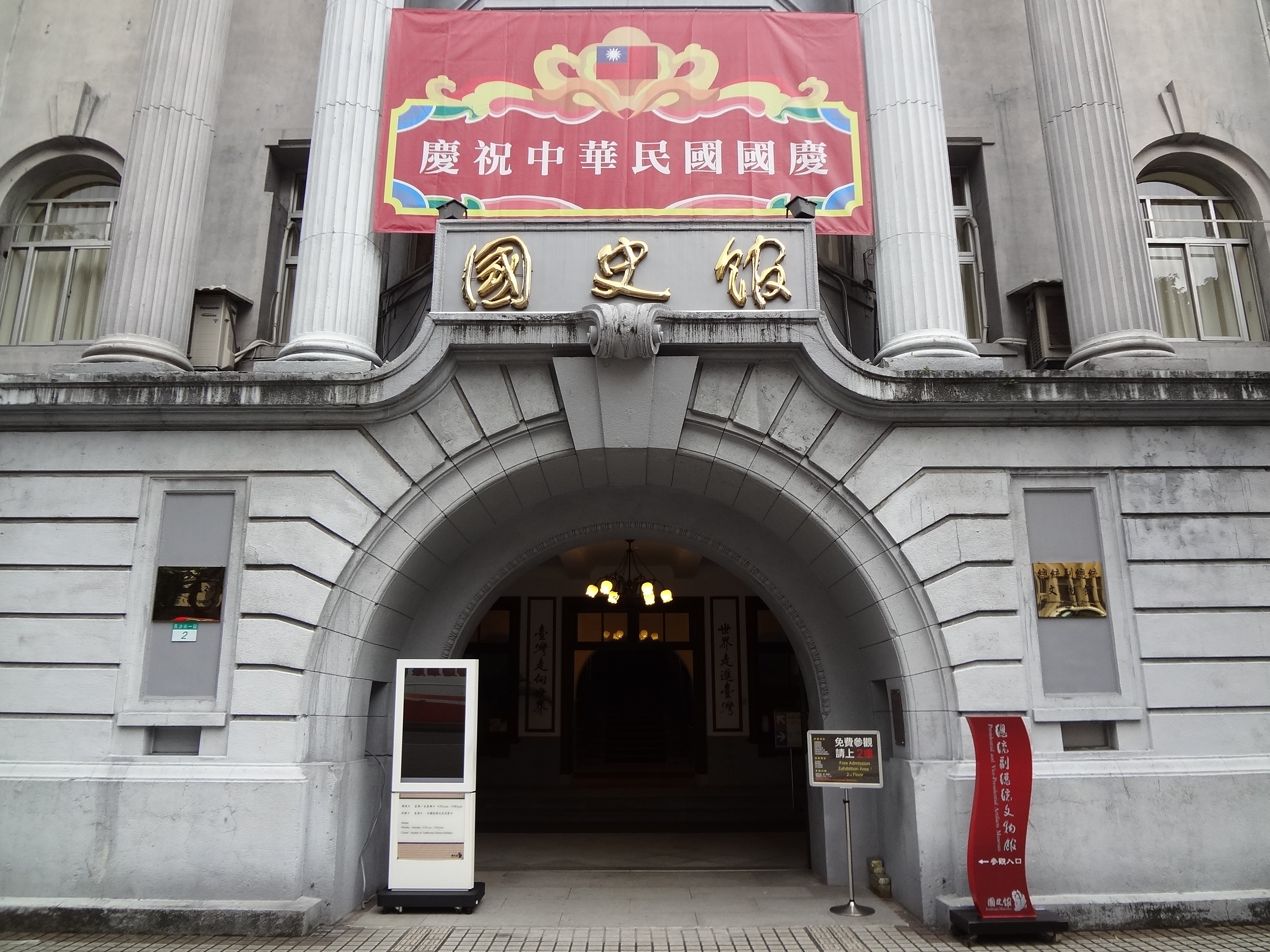
국사관

## 연혁
- 1912년 베이징에서 설립.
- 1928년 업무를 중단함.
- 1937년 난징에서 국민 정부 직속 기관으로 설립.
- 1956년 입법원이 국사관 조직 조례를 개정함.
- 1957년 타이베이 현 신뎬 시에서 총통부 직속 기관으로 부활.
- 2010년 현 위치로 이전.

## 같이 보기
- 중화민국 총통부
- 대한민국 국사편찬위원회